# Antonio Garcés
Pour les articles homonymes, voir Garcés.
Antonio Garcés Segura (né le 2 septembre 1950 à Vertientes, dans la province de Camagüey) est un footballeur cubain des années 1970, évoluant au poste de milieu de terrain.

## Biographie

### Joueur

#### Carrière en équipe nationale
International cubain, Antonio Garcés remporte la médaille d'or à l'occasion des Jeux d'Amérique centrale et des Caraïbes de 1970, puis enchaîne l’année suivante en disputant la 5e édition de la Coupe des nations de la CONCACAF. 
Il a l'honneur de prendre part à deux rencontres du tournoi de football des Jeux olympiques de 1976 à Moscou. La même année, il participe aux éliminatoires de la Coupe du monde de 1978 (5 matchs disputés).

### Dirigeant
Secrétaire général puis vice-président de l'AFC depuis 2011, Antonio Garcés est également responsable du futsal à Cuba.

### Vie privée
Marié à Nancy Uranga (en), escrimeuse cubaine, celle-ci perd la vie dans l'attentat du vol 455 Cubana à la Barbade, le 6 octobre 1976, qui fait 73 victimes.

## Palmarès

### En club
- FC Granjeros
  - Champion de Cuba en 1970 et 1975.

### En équipe de Cuba
- Vainqueur des Jeux d'Amérique centrale et des Caraïbes en 1970.